# João Nepomuceno da Costa
João Nepomuceno da Costa (Lages, 15 de maio de 1870 — Rio de Janeiro, 18 de abril de 1943) foi um militar e político brasileiro.
Filho de Inácio José da Costa e de Maria Angélica Couto da Costa. Casou com Madalena Costa.
Foi deputado à Assembleia Legislativa na 1ª legislatura, de 1892 a 1894.
Reformado pela revolução de 1930 como general-de-divisão, foi promovido post mortem a general-de-exército, em 1949.